# Isla Dagger
La Isla Dagger (en inglés: Dagger Island) es el nombre que recibe un accidente geográfico que hace parte de Aransas Pass, una localidad al sur del estado de Texas y a su vez el sur de los Estados Unidos, más cerca al centro de Ingleside en el mismo estado. La Bahía de Corpus Christi se encuentra al sur. Gallineta Cove está al norte. La isla está situada en el Condado de Nueces.